# Henry Jarvis Raymond
Henry Jarvis Raymond, né le 24 janvier 1820 dans le comté de Livingston (État de New York) et mort le 18 juin 1869 à New York, est un journaliste américain, fondateur du New York Times, et un homme politique qui est notamment 2e président du Parti républicain de 1864 à 1866, membre de la Chambre des représentants de 1865 à 1867.

## Biographie
Diplômé de l'université du Vermont en 1840, adjoint de Horace Greeley dans plusieurs journaux, il se lie d'amitié avec le journaliste James W. Simonton, futur premier directeur de l'Associated Press et fonde sa propre compagnie d'édition, Raymond, Jones & Co ainsi que le New York Times, en 1851, dont il sera le rédacteur en chef et le propriétaire jusqu'à sa mort.
En 1850, Raymond est élu à l'Assemblée de l'État de New York. Il est alors membre du Parti whig. Progressiste libéral et anti-esclavagiste, il est élu lieutenant-gouverneur de New York en 1855. Membre fondateur du Parti républicain pour lequel il rédige l'appel au peuple lors de la convention fondatrice de Pittsburgh en 1856, il devient en 1862 speaker de la New York Assembly.
Partisan d'Abraham Lincoln, il s'oppose après la guerre de Sécession à la politique des républicains radicaux, notamment à celle prônée par Thaddeus Stevens et prône une attitude plus libérale et clémente envers les États du Sud ce qui lui vaut d'être mis en minorité et de perdre la présidence du parti en 1867.
Retiré de la vie politique, il se consacre à son journal, le New York Times, jusqu'à sa mort par arrêt cardiaque en 1869.

## Publications
- Augustus Maverick, Henry J. Raymond and the New York Press for Thirty Years, Hartford, 1870